# Pinilla Trasmonte
Pinilla Trasmonte – gmina w Hiszpanii, w prowincji Burgos, w Kastylii i León, o powierzchni 68,31 km². W 2011 roku gmina liczyła 192 mieszkańców.